# Goó (España)
Goó (llamada oficialmente Santa María de Goó) es una parroquia y una aldea española del municipio de Incio, en la provincia de Lugo, Galicia.

## Límites
Limita con las parroquias de San Julián de Bardaos y Viso al norte, Rendar al este y sur, y Vilasouto al oeste.

## Organización territorial
La parroquia está formada por cuatro entidades de población:
- Goó
- Lebaste
- Mosteiró
- Pereira (A Pereira de Arriba)

## Demografía

### Parroquia
| Gráfica de evolución demográfica de Goó (parroquia) entre 2000 y 2020 |
|                                                                       |
| Datos según el nomenclátor publicado por el INE.                      |

### Aldea
| Gráfica de evolución demográfica de Goó (aldea) entre 2000 y 2020 |
|                                                                   |
| Datos según el nomenclátor publicado por el INE.                  |

## Festividades
Las fiestas parroquiales se celebran el segundo domingo de julio en honor a san Sebastián.